# Protoloewinella
Protoloewinella is een vliegengeslacht uit de familie van de roofvliegen (Asilidae).

## Soorten
- P. keilbachi Schumann, 1984